# Lærke Nolsøe
Lærke Nolsøe Pedersen (Aalborg, 1996. február 19. –) junior világ-és Európa-bajnok, felnőtt világbajnoki bronzérmes dán válogatott kézilabdázó, balszélső, a dán élvonalbeli Nykøbing Falster HK játékosa.

## Pályafutása

### Klubcsapatokban
Lærke Nolsøe a TTH Holstebro csapatában kezdett kézilabdázni. 2015-ben EHF-kupát, egy évvel később pedig a Kupagyőztesek Európa-kupáját nyerte meg a csapattal, majd 2016 nyarán a Nykøbing együttesében folytatta pályafutását. A 2016–2017-es szezonban bajnoki címet, egy évvel később kupagyőzelmet ünnepelhetett a csapat tagjaként. 2021-ben igazolt a bajnoki ezüstérmes Viborg HK csapatához.

### A válogatottban
A különböző utánpótlás-válogatottakkal több világversenyen is érmet szerzett. A 2013-as U-17-es Európa-bajnokságon és a 2014-es U-18-as világbajnokságon a bronzérmes, a 2015-ös U-19-es Európa-bajnokságon és a 2016-os junior világbajnokságon pedig az aranyérmes csapat tagja volt. Utóbbi tornán az All-Star csapatba is beválasztották. A felnőtt válogatottban 2015-ben mutatkozott be.

## Sikerei, díjai
TTH Holstebro
- Kupagyőztesek Európa-kupája-győztes: 2015–16
- EHF-kupa-győztes: 2014–15

Nykøbing
- Dán bajnok: 2016–2017
- Dán Kupa-győztes: 2018

Dánia
- Junior világbajnok: 2016
- Junior Európa-bajnok: 2015

Egyéni elismerései
- A 2016-os junior világbajnokság All-Star csapatának tagja
- A dán bajnokság All-Star csapatának tagja: 2019